# Orthosie (måne)
Orthosie er en af planeten Jupiters måner: Den blev opdaget 11. december 2001, af Scott S. Sheppard, David C. Jewitt og Jan Kleyna, og kendes også under betegnelsen Jupiter XXXV. Lige efter opdagelsen fik den den midlertidige betegnelse S/2001 J 9, men siden har den Internationale Astronomiske Union formelt opkaldt den efter Orthosie, en af Zeus' døtre fra den græske mytologi.
Orthosie er en af i alt 16 Jupiter-måner i den såkaldte Ananke-gruppe; 16 måner med omtrent samme omløbsbane som månen Ananke.
| Naturvidenskab | Spire Denne naturvidenskabsartikel er en spire som bør udbygges. Du er velkommen til at hjælpe Wikipedia ved at udvide den. |